# Strlcpy
strlcpy и strlcat — нестандартные функции, созданные в качестве замены часто используемых некорректным образом аналогов стандартной библиотеки языка программирования Си для копирования содержимого нуль-терминированной строки в буфер ограниченного размера с защитой от переполнения буфера.
strlcpy и strlcat — безопасная и производительная замена стандартных функций strncpy и strncat, соответственно.
strlcpy и strlcat появились и поддерживаются в OpenBSD. Позднее их начали использовать и в некоторых других операционных системах. В системах, не поддерживающих strlcpy/strlcat, возможна их кустарная реализация, например, из исходного кода, распространяемого по лицензии BSD.

## Описание
Прототипы, описанные в заголовочном файле string.h:
```
size_t strlcpy (char *dst, const char *src, size_t size);

size_t strlcat (char *dst, const char *src, size_t size);
```

- dst — указатель на буфер назначения.
- src — указатель на исходную строку.
- size — размер буфера назначения.

Функция strlcpy копирует из строки src в буфер dst не более чем size - 1 символов и гарантированно устанавливает в конец строки нулевой символ. strlcat делает то же самое, однако копирование ведётся не в начало dst, а таким образом, чтобы продолжить строку, на которую указывает dst. В случае, когда dst указывает на нуль-символ, поведение функций эквивалентно.

## Возвращаемое значение
strlcpy возвращает размер строки по адресу src. strlcat возвращает суммарную длину строк по адресам src и dst. Возвращаемое значение не зависит от того, удалось скопировать строку полностью или нет; это позволяет легко определить что буфер назначения слишком мал для копируемой строки.

## Пример использования
```
#include
 
<string.h>

#include
 
<stdio.h>
                       /* для printf() */

char
  
buf
[
10
];
                      
// буфер размером меньше строки

int
 
main
(
void
)

{

   
const
 
char
 
*
str
 
=
 
"образец строки"
;

   
size_t
 
sz
;

   
buf
[
9
]
 
=
 
'\0'
;
                   
// избыточная инициализация для отладочной печати

   
printf
(
"строка: 
\"
%s
\"\n\n
"
,
 
str
);

   
printf
(
"буфер перед копированием: 
\"
%s
\"\n
"
,
 
buf
);

   
sz
 
=
 
strlcpy
(
buf
,
 
str
,
 
sizeof
(
buf
));
    

   
if
 
(
sz
 
>=
 
sizeof
(
buf
))
      

      
printf
(
"обнаружено усечение строки с %zu до %lu символов !
\n
"
,
 
sz
,
 
sizeof
(
buf
)
-1
);

   
printf
(
"буфер после копирования:  
\"
%s
\"\n
"
,
 
buf
);

   
return
 
0
;

}

```

Вывод:
```
строка: "образец строки"

буфер перед копированием: ""
обнаружено усечение строки с 14 до 9 символов !
буфер после копирования:  "образец с"
```

(строка при копировании была усечена до размера буфера — 9 символов + нулевой)